# 黑爾茨貝格湖

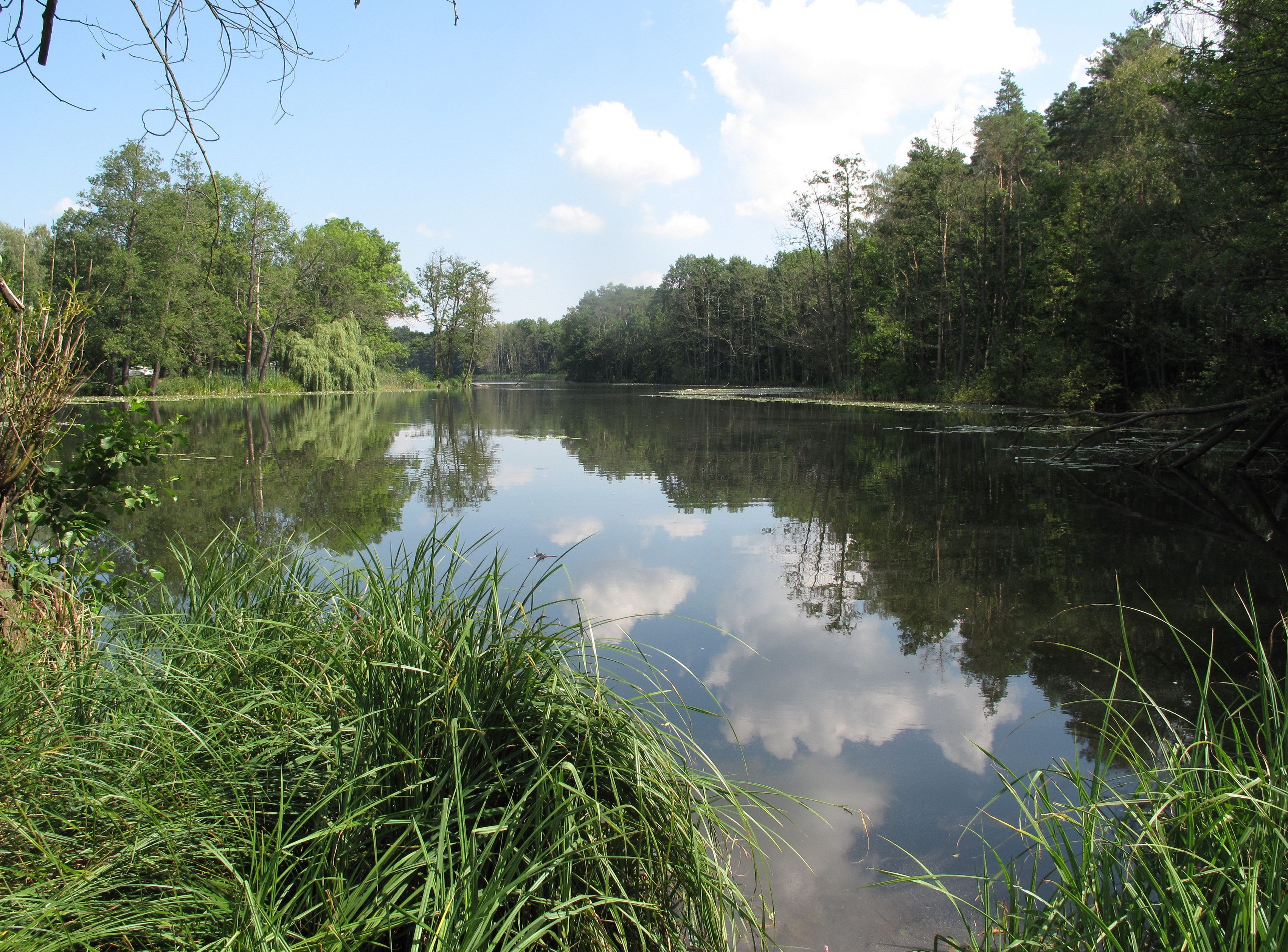

52°13′3″N 14°5′45″E / 52.21750°N 14.09583°E
黑爾茨貝格湖（德語：Herzberger See），是德國的湖泊，位於該國西南部，由勃蘭登堡州負責管轄，處於里茨-諾伊恩多夫，長1.2公里、寬0.1公里，面積0.14平方公里，海拔高度66米。